# Profítis Ilías (Pella)
Pour les articles homonymes, voir Profítis Ilías.
Profítis Ilías, en grec moderne : Προφήτης Ηλίας, est un village du dème de Skýdra, en Macédoine-Centrale, Grèce.
Selon le recensement de 2011, la population du village compte 1 036 habitants.